# Karl Buresch
Karl Buresch, född den 12 oktober 1878 i Groß-Enzersdorf, död den 16 september 1936 i Wien, var en österrikisk politiker och advokat.
Buresch var ursprungligen jurist, anslöt sig till Kristligtsociala partiet och invaldes 1920 i nationalrådet, där han blev parlamentarisk ledare för sin partigrupp. 1922 valdes han till Landeshauptmann i Niederösterreich. Som sådan genomdrev han staden Wiens utskiljande ur Niederösterreich som ett särskilt förbundsland. Efter förbundskansler Otto Enders avgång blev Buresch dennes efterträdare i juni 1931 i en för Österrike kritisk situation, kännetecknad av västmakternas vägran att godkänna den samma år undertecknade överenskommelsen om tysk-österrikisk tullunion, av en ytterst svårartad bankkrasch samt av växande inre spänning. Ett försök av Heimwehr att rycka till sig makten strandade. I januari 1932 måste Buresch ombilda sin regering, varvid tullunionspaktens österrikiske upphovsman Johann Schober avgick som utrikesminister. Bureschs nya regering hade en smal parlamentarisk grund, då endast de kristligt sociala och agrarerna stödde honom, medan alltyskarna lämnade koalitionen. Buresch sökte nu stöd hos Heimwehr men vägrade acceptera dess krav på representation i regeringen och skärpt antisocialistisk politik. Han avgick i maj 1932 och efterträddes av Engelbert Dollfuss. 1934–1936 var han minister utan portfölj i Kurt von Schuschniggs regering.